# Équipe de Belgique féminine de basket-ball
Cet article traite de l'équipe féminine. Pour l'équipe masculine, voir Équipe de Belgique masculine de basket-ball.
Maillots
L'équipe de Belgique féminine de basket-ball est l'équipe nationale qui représente la Belgique dans les compétitions internationales féminine de basket-ball. Elle est placée sous l'égide de la Fédération belge de basket-ball (Basketball Belgium). Elle est affiliée à la FIBA depuis 1933. Son surnom est Belgian Cats, ce qui signifie « Chats belges ».
La première apparition de la Belgique dans un tournoi international majeur a eu lieu lors de l'EuroBasket 1950. Ses meilleurs résultats lors de cet événement sont deux titres remportés en 2023 et 2025

## Histoire

### Une sélection timide (1933-2001)
La Fédération royale belge de basket-ball (FRBB) a été fondée en 1933. Quelque temps plus tard, une sélection féminine se forme, qui sera qualifiée à la seconde édition du Championnat d'Europe en 1950, une édition où les Belges se classent à la huitième place sur douze.
Après dix années de disette, la sélection belge revient en se qualifiant pour la seconde et troisième fois de son histoire à l'Euro de 1960 et de 1962, deux éditions où la Belgique ne peut mieux faire que de terminer dixième, soit antépénultième de la compétition.
Ne participant pas aux deux éditions suivantes, la Belgique revient à l'Euro de1968 où elle termine devant ses voisins ouest-allemands et néerlandais et derrière l'URSS. Les Belges se qualifient pour le tour final mais se font éliminer, terminant septième et donc dernier de ce tour final. C'est néanmoins, à ce moment, le meilleur résultat de la sélection nationale.
Par la suite, les Belges qui ne se qualifient que quatre petites fois sur les dix-sept éditions suivantes, quatre éditions où la Belgique termine à chaque fois dernière ou avant-dernière de la compétition.

### L'émergence (2001-2022)
Dix-huit ans que les Belgian Cats n'avaient plus participé à l'Euro, on peut dès lors comprendre que les retrouvailles de la campagne de 2003 fut pris d'un certains engouement.
De fait, l'Euro fut assez réussi, la Belgique arrive à sortir des phases de groupe, grâce à une quatrième et dernière place qualificative et se hisse donc en quart de finale où la sélection belge se fait éliminer par la République tchèque, 98 à 62 et termine sixième de cet Euro.
Ratant le Championnat d'Europe suivant en 2005, les Belgian Cats reviennent en 2007 et terminent septième de l'Euro se faisant éliminer par l'Espagne, 53 à 72.
Par la suite, les Belgian Cats ratent l'occasion de participer aux éditions de 2009, 2011, 2013 et 2015 du Championnat d'Europe mais se qualifient en 2017. Elles remportent tout d'abord 3 victoires dans le groupe D face au Monténégro, la Russie et la Lettonie pour terminer à la première place et se qualifier pour les quarts de finale. Elles y affrontent l'Italie, issue des barrages, qu'elles parviennent à vaincre sur le score de 79 à 66. Cette victoire signifie une qualification historique pour les demi-finales puisqu'elle est synonyme de qualification à la Coupe du monde 2018. Lors de ces demi-finales, les Belges retrouvent leur bourreau de 2007, l'Espagne qui réussit à les éliminer une nouvelle fois, 68 à 52. Les Belges disputent ensuite le match pour la troisième place contre la Grèce. Elles s'imposent largement, 72 à 45 et décrochent la médaille de bronze, grâce aux performances de Kim Mestdagh (18 points, 5 rebonds), Ann Wauters (14 points, 8 rebonds) et Emma Meesseman (15 points, 4 rebonds). C'est la première fois que la Belgique se retrouve sur le podium d'une compétition majeure de basket-ball féminin comme masculin.
Lors de l'édition de 2019 du Championnat d'Europe, les Belgian Cats se hissent jusqu'en quart de finale. Elles y échouent de peu face à la France aux prolongations, sur le score de 80 à 84. Elles terminent ainsi à la cinquième place au classement final, obtenant par la même occasion leur qualification pour le Tournoi de qualification olympique 2020.
D'octobre 2021 à octobre 2022, le Français Valéry Demory dirige les Belgian Cats,.

### L'Âge d'or (2023-)

#### Premier succès à l'Euro
En juin 2023, les Belgian Cats participent à leur quatrième Euro consécutif avec l'ambition de faire mieux que leur 3e place en 2021. Sous la direction du Français Rachid Meziane, elles peuvent s'appuyer sur l'expérience des joueuses Emma Meesseman et Julie Allemand. Lors des poules, elles battent largement l'équipe hôte d'Israël (108-59), battant le record de passes décisives lors d'un match de l'Euro (37), et la Tchéquie (84-41), assurant sa qualification pour la phase à élimination directe. Pour leur dernier match de poule, elles battent plus difficilement l'Italie (72-64) pour se qualifier directement pour les quarts de finale. Elles y retrouvent la Serbie, tenante du titre, et s'imposent largement (93-53). Lors de ce match, Emma Meesseman réalise un triple-double, le premier de l'histoire de l'Euro de basket. En demi-finale, les Belgian Cats affrontent la France, 6e nation au classement FIBA. Dans un match tendu, elles s'imposent (67-63) pour se qualifier pour leur première finale européenne. Face à l'Espagne, elles sont menées (32-25) à la mi-temps mais parviennent à remonter leur adversaire dans le dernier quart temps pour remporter leur premier titre européen (64-58). Emma Meesseman est élue meilleure joueuse du tournoi et fait partie avec Julie Vanloo et Julie Allemand du meilleur cinq du tournoi.

#### Un beau parcours aux JO, mais sans médailles
Pour leur deuxième participation aux Jeux olympiques après ceux de 2020, les Belgian Cats affrontent les États-Unis, l'Allemagne et le Japon en phase de groupes du tournoi olympique. Lors de leur premier match, elles se font surprendre par l'Allemagne (69-83). Lors du deuxième match, elles affrontent les États-Unis et s'inclinent (87-74). Pour leur troisième et dernier match de la phase de groupes, les Belgian Cats doivent battre le Japon avec un écart d'au minimum 27 points pour se qualifier. Elles parviennent à battre les Japonaises avec un écart de 27 points (85-58) et se qualifient donc pour les quarts de finale en tant que meilleures troisièmes. En quarts de finale, elles retrouvent l'Espagne, qu'elles avait battues en finale de l'Eurobasket 2023. Emmenés par leurs supporters, elles font tomber à nouveau l'Espagne (79-66) et rejoignent la France en demi-finale du tournoi. Dans les dernières secondes du match, les Belgian Cats arrivent à arracher une prolongation grâce à leur joueuse star : Emma Meesseman mais lors de celle-ci les Belgian Cats montrent plus de signes de fatigue que les Françaises et s'inclinent (81-75). Elles jouent cependant pour la médaille de bronze mais s'inclinent face à l'Australie (85-81) et terminent donc leur tournoi olympique au pied du podium.

#### Un nouvel entraîneur et une nouvelle médaille d'or à l'Euro
Depuis 2025, l'Américain Mike Thibault est l'entraîneur des Belgian Cats. En juin 2025, les belges remportent pour la deuxième fois d'affilée l'EuroBasket face à l'Espagne (65-67), qu'elles avaient déjà affrontée et surpassée en finale lors du précédent championnat. Par ailleurs, Emma Meesseman est élue meilleure joueuse du tournoi, et avec Julie Allemand, elles font partie du meilleur cinq du tournoi.

## Résultats

### Palmarès
| Compétitions mondiales                             | Compétitions continentales                                               |
| -------------------------------------------------- | ------------------------------------------------------------------------ |
| - Jeux olympiques - Néant - Coupe du monde - Néant | - EuroBasket (2) - Vainqueur en 2023 et 2025 - Troisième en 2017 et 2021 |

### Parcours en compétitions internationales

#### Jeux olympiques
| Année | Position      |      | Année         | Position |               | Année | Position |
| 1976  | Non qualifiée | 1996 | Non qualifiée | 2016     | Non qualifiée |       |          |
| 1980  | Non qualifiée | 2000 | Non qualifiée | 2020     | 7e            |       |          |
| 1984  | Non qualifiée | 2004 | Non qualifiée | 2024     | 4e            |       |          |
| 1988  | Non qualifiée | 2008 | Non qualifiée | 2028     | -             |       |          |
| 1992  | Non qualifiée | 2012 | Non qualifiée | 2032     | -             |       |          |

#### Coupe du monde
| Année | Position      |      | Année         | Position |               | Année | Position |
| 1953  | Non inscrit   | 1979 | Non qualifiée | 2006     | Non qualifiée |       |          |
| 1957  | Non inscrit   | 1983 | Non qualifiée | 2010     | Non qualifiée |       |          |
| 1959  | Non inscrit   | 1986 | Non qualifiée | 2014     | Non qualifiée |       |          |
| 1964  | Non qualifiée | 1990 | Non qualifiée | 2018     | 4e            |       |          |
| 1967  | Non inscrit   | 1994 | Non qualifiée | 2022     | 5e            |       |          |
| 1971  | Non qualifiée | 1998 | Non qualifiée | 2026     | qualifiée     |       |          |
| 1975  | Non qualifiée | 2002 | Non qualifiée | 2030     | -             |       |          |

#### EuroBasket
| Année | Position      |      | Année         | Position |               | Année | Position |
| 1938  | Non inscrit   | 1976 | 12e           | 2003     | 6e            |       |          |
| 1950  | 8e            | 1978 | Non inscrit   | 2005     | Non qualifiée |       |          |
| 1952  | Non inscrit   | 1980 | 13e           | 2007     | 7e            |       |          |
| 1954  | Non inscrit   | 1981 | Non qualifiée | 2009     | Non qualifiée |       |          |
| 1956  | Non inscrit   | 1983 | Non qualifiée | 2011     | Non qualifiée |       |          |
| 1958  | Non inscrit   | 1985 | 12e           | 2013     | Non qualifiée |       |          |
| 1960  | 10e           | 1987 | Non qualifiée | 2015     | Non qualifiée |       |          |
| 1962  | 10e           | 1989 | Non qualifiée | 2017     | Troisième     |       |          |
| 1964  | Non inscrit   | 1991 | Non qualifiée | 2019     | 5e            |       |          |
| 1966  | Non inscrit   | 1993 | Non qualifiée | 2021     | Troisième     |       |          |
| 1968  | 7e            | 1995 | Non qualifiée | 2023     | Vainqueur     |       |          |
| 1970  | 12e           | 1997 | Non qualifiée | 2025     | Vainqueur     |       |          |
| 1972  | Non qualifiée | 1999 | Non qualifiée | 2027     | -             |       |          |
| 1974  | Non qualifiée | 2001 | Non qualifiée | 2029     | -             |       |          |

## Personnalités historiques

### Sélectionneurs successifs[13]
- Benny Mertens : 1999 - 2004
- Claudia Van Hoorenbeek : 2005 - 2006
- Laurent Buffard : 2006–2008
- Olaf Stolz : 2008
- Arvid Diels : 2008 - 2011
- Benny Mertens : 2012–2013[14]
- Daniel Goethals : 2013–2015[15],[16]
- Philip Mestdagh : 2015[16]–2021
- Valéry Demory : 2021-2022[5]
- Rachid Meziane : 2022-2024[17]
- Mike Thibault : depuis 2025

### Joueuse
- Julie Allemand
- Emma Meesseman
- Kim Mestdagh
- Ann Wauters

## Effectif actuel
Effectif et encadrement de l'équipe de Belgique pour l'EuroBasket 2025 :